# Бібліотека Будапештського університету
Бібліотека Будапештського університету (угор. Egyetemi Könyvtár) — одна з головних бібліотек м. Будапешт (Угорщина).

## Історія
Основи бібліотеки були закладені орденом єзуїтів в 1561 р. як бібліотека коледжа в Тирнау (зараз Трнава) в колишній Верхній Угорщині.
В 1635 р. після заснування університету Тирнау, бібліотека коледжу стала університетською бібліотекою.
В 1777 р. університет і бібліотека були переведені в Буду, а в 1784 р. — в Пешт. Сучасна будівля на площі Ференца (угор. Ferenciek tere) збудована в 1876 р. за планом Антала Шкальницького

## Фонди

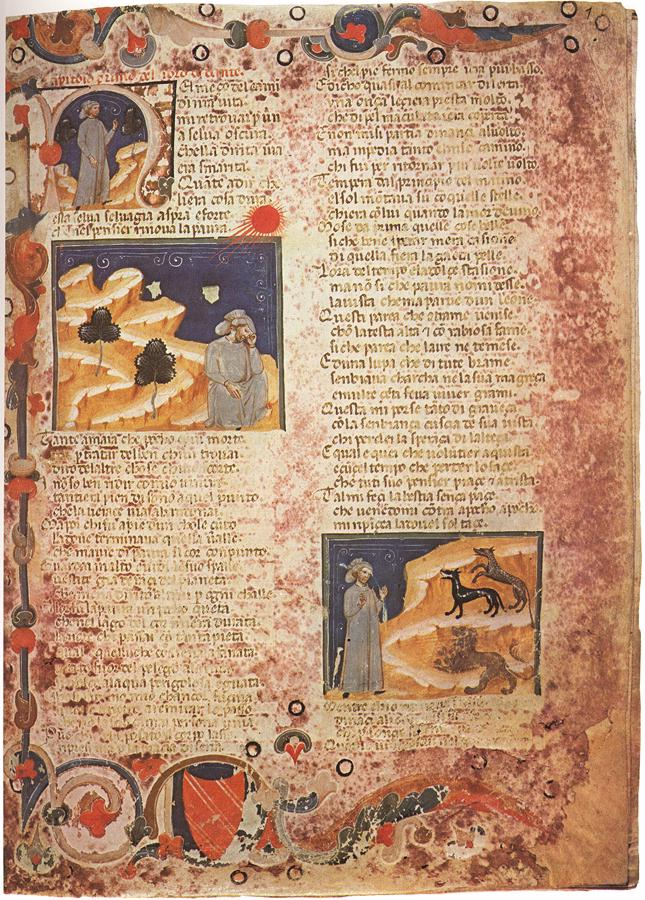
Кодекс Данте (близько 1340 р.)

До заснування Національної бібліотеки ім. Сечені вона діяла як національна бібліотека, її історична колекція тепер є частиною національної культурної спадщини. Фонди бібліотеки формувалися більше 400 років й нині мають понад 2 мільйонів бібліотечних одиниць, зокрема: близько 1 600 000 томів книг; 220 000 томів журналів; 300 середньовічних дипломів, 1200 стародавніх гравюр та ін.
Архів рукописів містить колекцію з майже 200 кодексів, в основному латинською мовою, серед них є такі, що раніше входили до бібліотеки Корвініана, а також колекцію від єзуїтських істориків і збірку цехових листів (Litterae Coehales).
Колекція інкунабул в університетській бібліотеці налічує близько 9600 бібліографічних одиниць XVI століття, майже 11 000 бібліографічних одиниць XVII століття і близько 45 000 видань XVIII століття.
Цей заклад є переважно бібліотекою релігійної історії та науки, філософії, а також середньовічної та сучасної історії й має статус публічної бібліотеки.
Окрім центральної бібліотеки, університетська бібліотека має мережу з восьми факультетських бібліотек.

### Бібліотеки факультетів
- Факультетська бібліотека юридичного факультету
- Факультетська бібліотека лікувально-педагогічного факультету
- Факультетська бібліотека філософського факультету
- Факультетська бібліотека факультету комп'ютерних наук
- Факультетська бібліотека педагогічного і психологічного факультету
- Факультетська бібліотека факультету початкової і середньої шкіл
- Факультетська бібліотека наукового факультету
- Факультетська бібліотека факультету соціальних наук

## Галерея

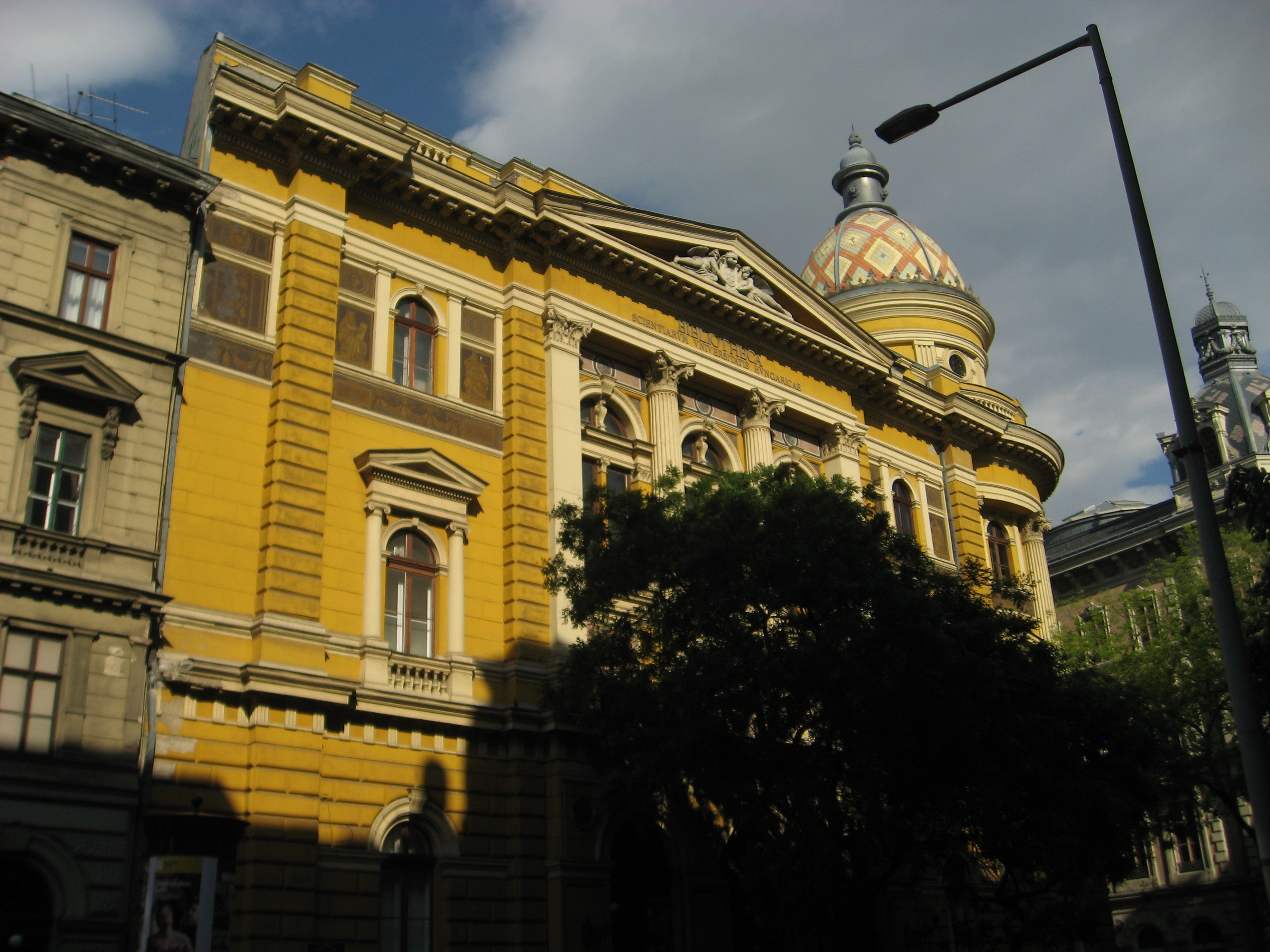
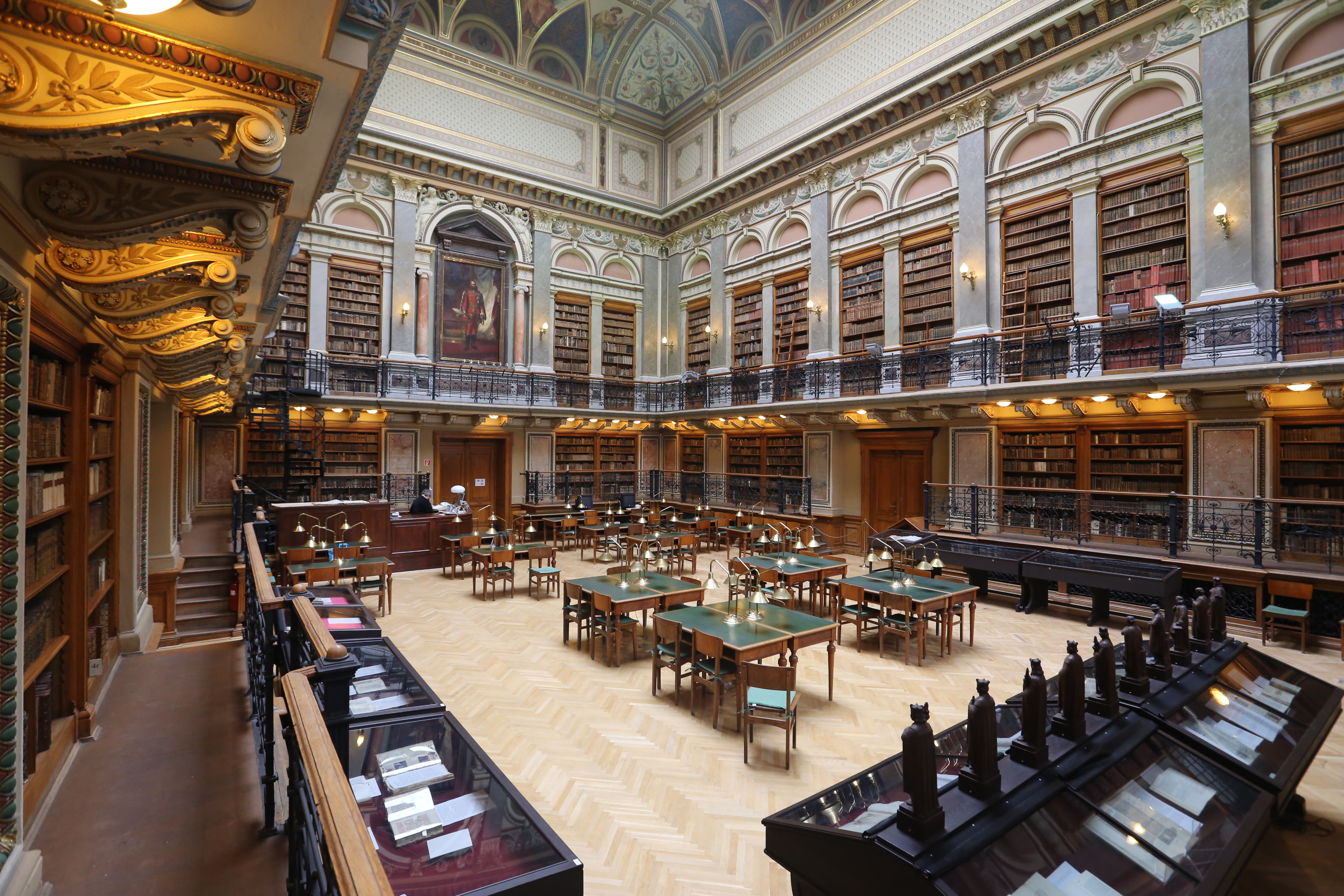
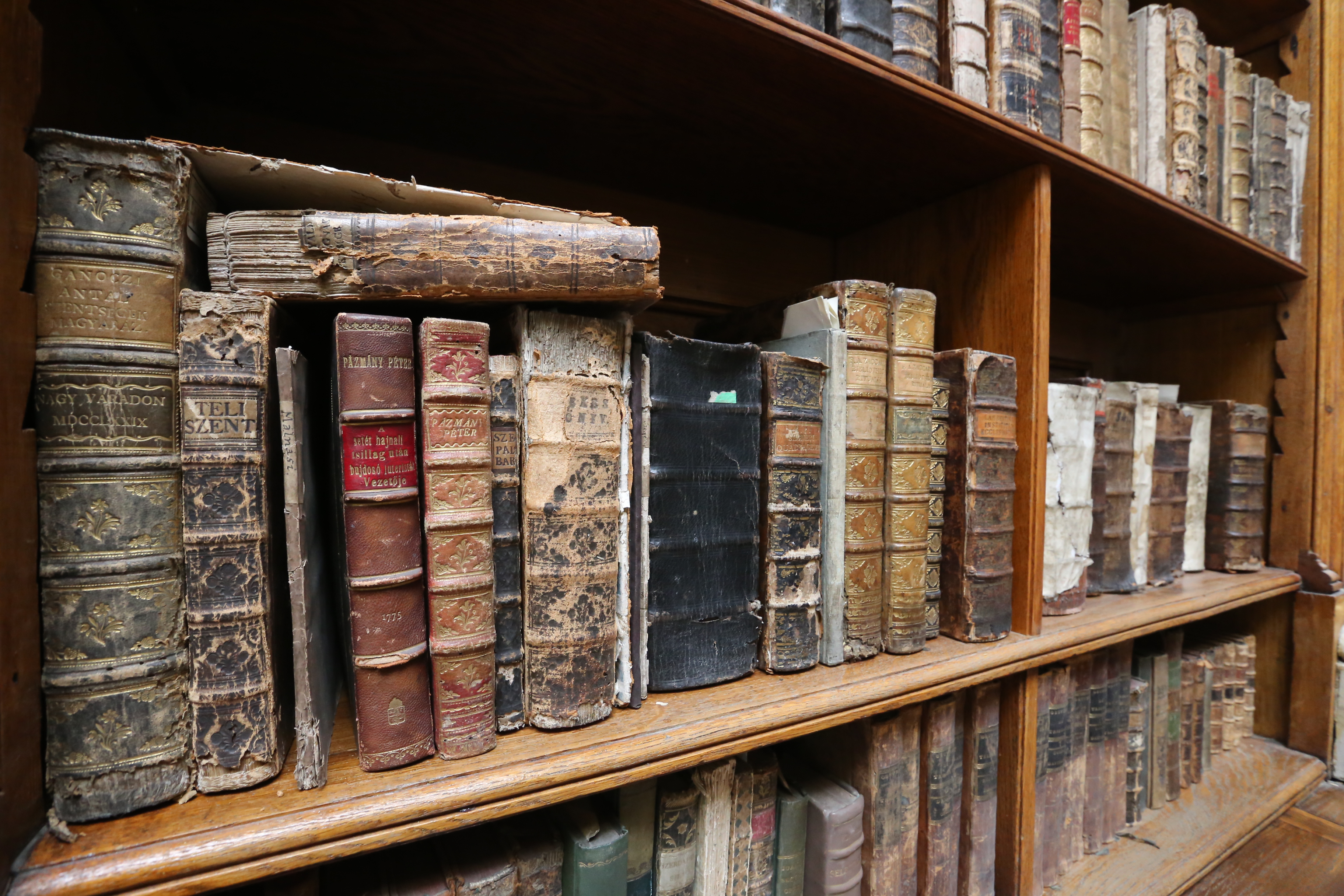
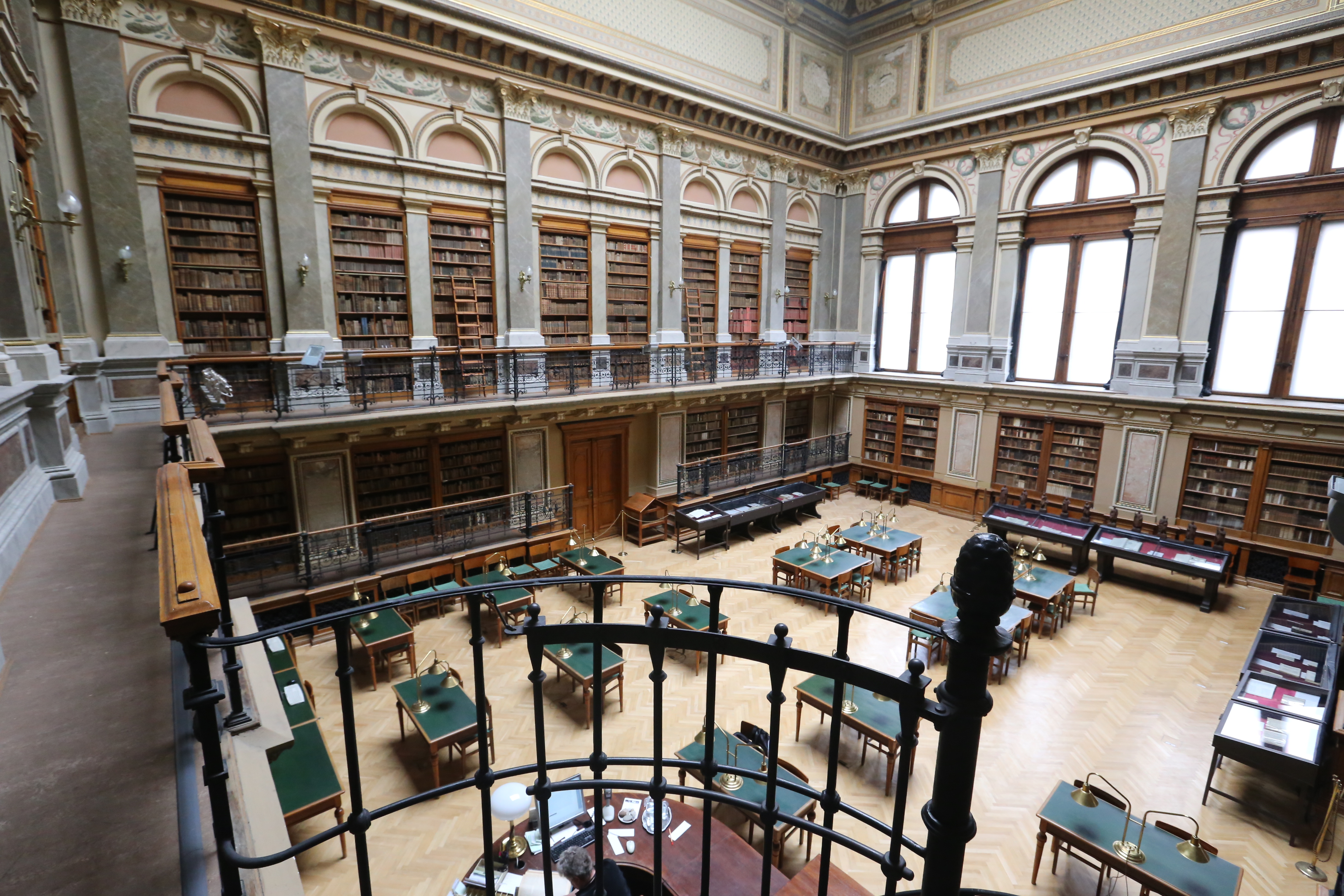
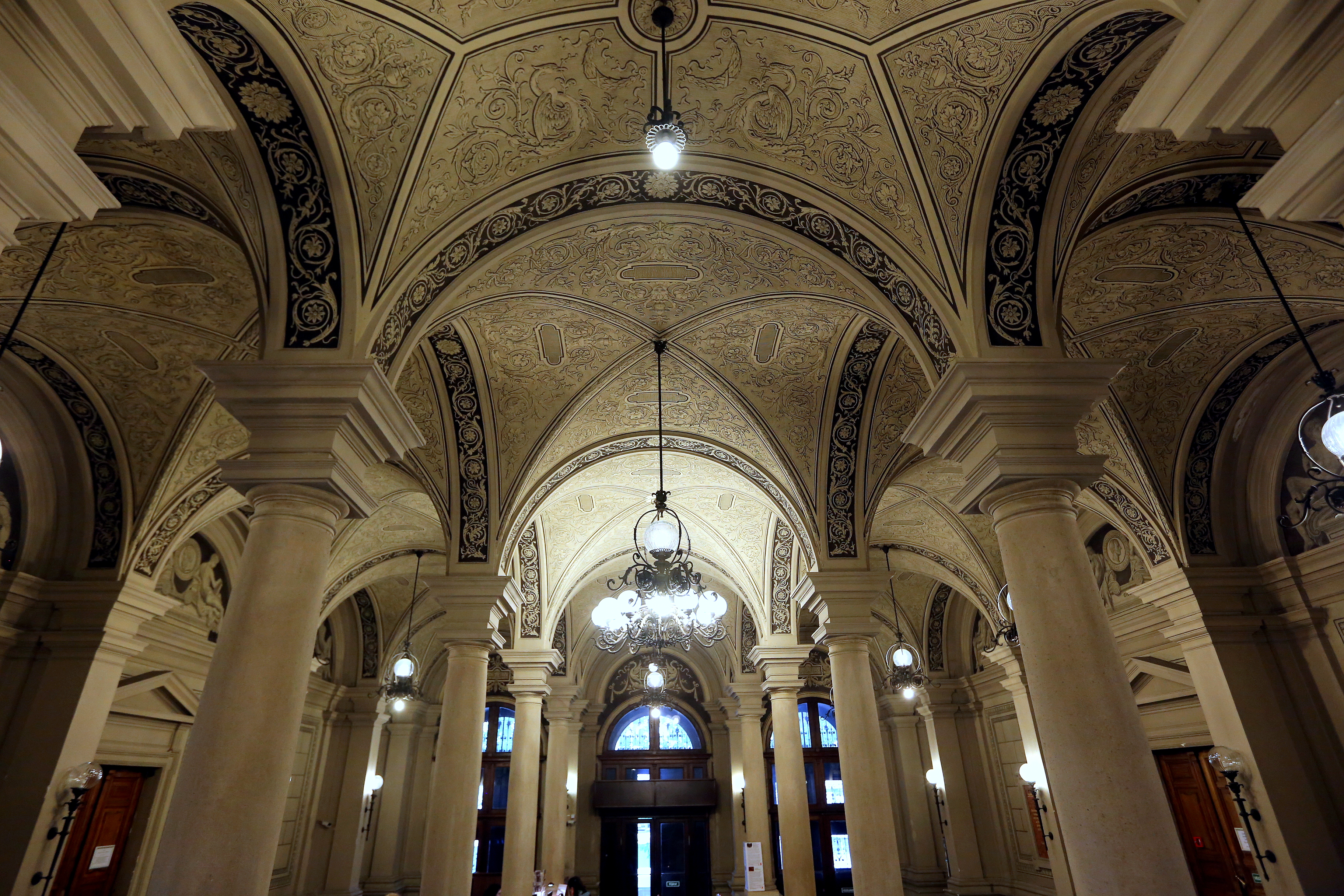
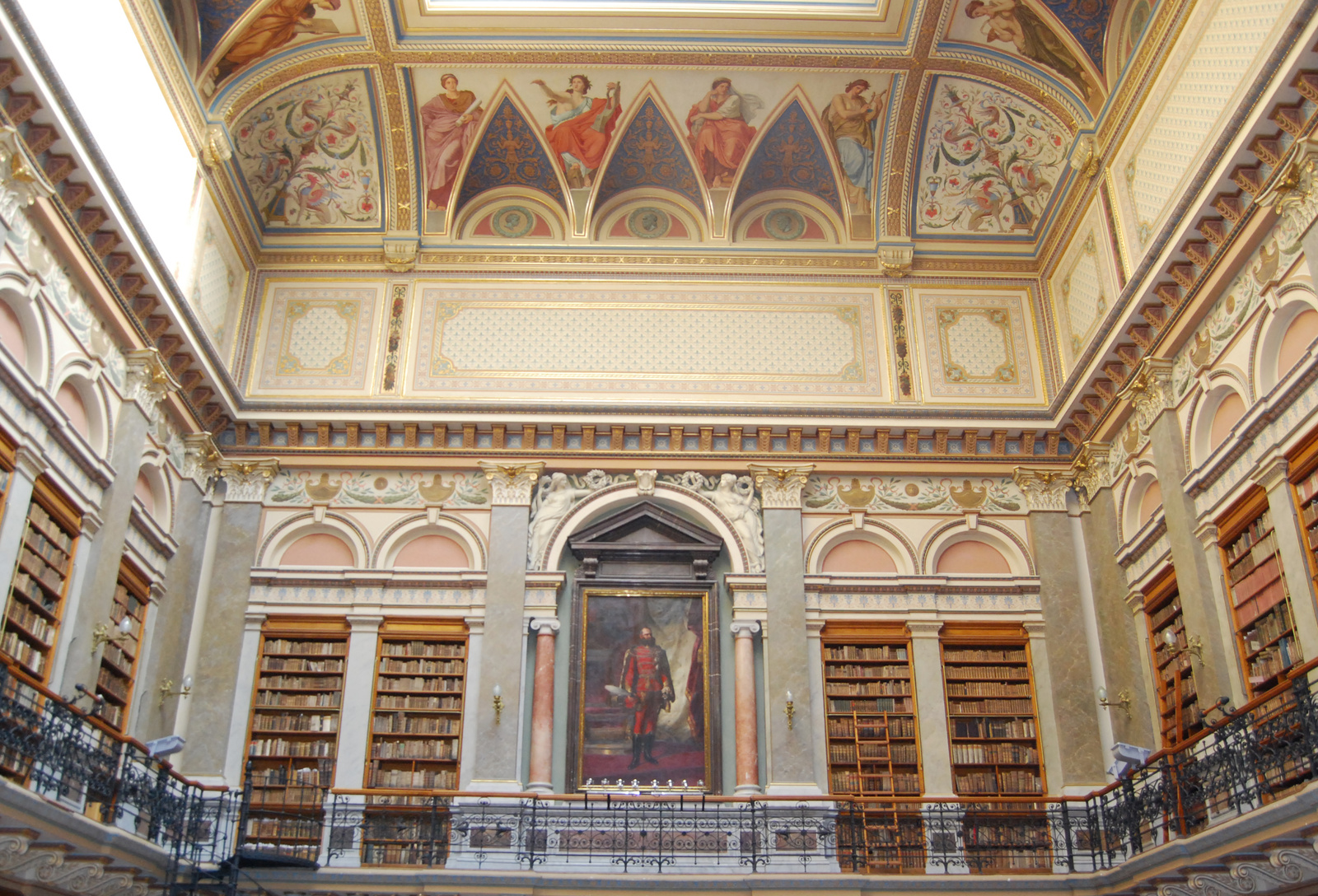